# راجرزویل (آیووا)
راجرزویل (به انگلیسی: Rogersville) یک منطقهٔ مسکونی در ایالات متحده آمریکا است که در آیووا واقع شده‌است. راجرزویل ۲۸۸٫۹۵ متر بالاتر از سطح دریا قرار دارد.